# Agrilus mali
Agrilus mali es una especie de insecto del género Agrilus, familia Buprestidae, orden Coleoptera.
Fue descrita científicamente por Matsumura, 1924.